# Чемпионат мира по волейболу среди женских клубных команд 2023
16-й чемпионат мира по волейболу среди женских клубных команд  прошёл с 13 по 17 декабря 2023 года в Ханчжоу (Китай) с участием 6 команд. Чемпионский титул в 3-й раз в своей истории выиграла турецкая команда «Эджзаджибаши» (Стамбул).

## Команды-участницы
«Тяньцзинь Бохай Бэнк» (Тяньцзинь, Китай) — команда-организатор турнира;
 «Вакыфбанк» (Стамбул, Турция) — победитель Лиги чемпионов ЕКВ 2023;
 «Эджзаджибаши» (Стамбул, Турция) — серебряный призёр Лиги чемпионов ЕКВ 2023;
 «Спорт Сентер 1» (Ханой, Вьетнам) — победитель чемпионата Азии среди клубных команд 2023;
 «Дентил/Прая Клубе» (Уберландия, Бразилия) — победитель чемпионата Южной Америки среди клубных команд 2023;
 «Жердау-Минас» (Белу-Оризонти, Бразилия) — серебряный призёр чемпионата Южной Америки среди клубных команд 2023.

## Система проведения чемпионата
6 команд-участниц на предварительном этапе были разбиты на две группы. 4 команды (по две лучшие из групп) вышли в плей-офф и по системе с выбыванием определили призёров чемпионата.
Первичным критерием при распределении мест в группах являлось общее количество побед, затем общее количество очков, соотношение выигранных и проигранных партий, соотношение мячей, результаты личных встреч. За победы со счётом 3:0 и 3:1 команды получали по 3 очка, за победы 3:2 — по 2, за поражения — 2:3 — по 1, за поражения 0:3 и 1:3 очки не начислялись.

## Игровая арена
Матчи чемпионата прошли в крытой арене спортивного центра Жёлтого Дракона (англ. Yellow Dragon Sports Center, кит. 黄龙体育中心), расположенного в Ханчжоу (провинция Чжэцзян, Китай).
Арена открыта в 2003 году. Вместимость трибун — 8 тысяч зрителей.

## Предварительный этап

### Группа A
| М | Команда                | 1   | 2   | 3   | И | В | П | С/П | О |
| - | ---------------------- | --- | --- | --- | - | - | - | --- | - |
| 1 | «Эджзаджибаши»         |     | 3:0 | 3:0 | 2 | 2 | 0 | 6:0 | 6 |
| 2 | «Тяньцзинь Бохай Бэнк» | 0:3 |     | 3:0 | 2 | 1 | 1 | 3:3 | 3 |
| 3 | «Жердау-Минас»         | 0:3 | 0:3 |     | 2 | 0 | 2 | 0:6 | 0 |

13 декабря
«Тяньцзинь Бохай Бэнк» — «Жердау-Минас» 3:0 (25:22, 25:16, 25:20).
14 декабря
«Эджзаджибаши» — «Жердау-Минас» 3:0 (25:19, 25:11, 25:18).
15 декабря
«Эджзаджибаши» — «Тяньцзинь Бохай Бэнк» 3:0 (25:17, 25:23, 25:19).

### Группа В
| М | Команда             | 1   | 2   | 3   | И | В | П | С/П | О |
| - | ------------------- | --- | --- | --- | - | - | - | --- | - |
| 1 | «Вакыфбанк»         |     | 3:0 | 3:0 | 2 | 2 | 0 | 6:0 | 6 |
| 2 | «Дентил/Прая Клубе» | 0:3 |     | 3:0 | 2 | 1 | 1 | 3:3 | 3 |
| 3 | «Спорт Сентер 1»    | 0:3 | 0:3 |     | 2 | 0 | 2 | 0:6 | 0 |

13 декабря
«Вакыфбанк» — «Спорт Сентер 1» 3:0 (25:10, 25:15, 25:13).
14 декабря
«Дентил/Прая Клубе» — «Спорт Сентер 1» 3:0 (25:10, 25:22, 27:25).
15 декабря
«Вакыфбанк» — «Дентил/Прая Клубе» 3:0 (25:16, 25:14, 25:19).

## Плей-офф

### Полуфинал
16 декабря
 «Эджзаджибаши» —  «Дентил/Прая Клубе»
3:1 (25:16, 25:12, 25:27, 25:22).
 «Вакыфбанк» —  «Тяньцзинь Бохай Бэнк»
3:0 (25:16, 25:23, 25:23).

### Матч за 3-е место
17 декабря
 «Тяньцзинь Бохай Бэнк» —  «Дентил/Прая Клубе»
3:1 (25:23, 25:20, 17:25, 25:19).

### Финал
| 17 декабря 2023 | \| «Эджзаджибаши» (Стамбул) \| 3:2 fivb.org \| «Вакыфбанк» (Стамбул) \| \| Ханде Баладын (20) Шинед Джек (12) Наз Айдемир-Акйол Ирина Воронкова (1) Йована Стеванович (3) Тияна Бошкович (27) Симге-Шебнем Акёз (либеро) Алекса Грэй (17) Япрак Эркек Элиф Шахин (6) Бейза Арыджи (5) \| Голы \| Джансу Озбай (3) Габриэла Гимарайнс (16) Зехра Гюнеш (7) Джордан Томпсон (33) Александра Франтти (4) Чиака Огбогу (16) Айча Айкач (либеро) Идиль Башджан Бьянка Буша (2) \| | Ханчжоу Yellow Dragon Sports Center 2967 зрителей |
| Счёт по партиям — 19:25, 25:23, 25:23, 23:25, 15:9. Время матча — 1 час 59 минут. Судьи: Сумиэ Мёи, Кан Чжу Хи.                                                                                            | | |
| «Эджзаджибаши» (Стамбул) | 3:2 fivb.org | «Вакыфбанк» (Стамбул) |
| Ханде Баладын (20) Шинед Джек (12) Наз Айдемир-Акйол Ирина Воронкова (1) Йована Стеванович (3) Тияна Бошкович (27) Симге-Шебнем Акёз (либеро) Алекса Грэй (17) Япрак Эркек Элиф Шахин (6) Бейза Арыджи (5) | Голы | Джансу Озбай (3) Габриэла Гимарайнс (16) Зехра Гюнеш (7) Джордан Томпсон (33) Александра Франтти (4) Чиака Огбогу (16) Айча Айкач (либеро) Идиль Башджан Бьянка Буша (2) |

## Итоги

### Положение команд
| «Эджзаджибаши» (Стамбул)            |
| «Вакыфбанк» (Стамбул)               |
| «Тяньцзинь Бохай Бэнк» (Тяньцзинь)  |
| 4. «Дентил/Прая Клубе» (Уберландия) |
| 5—6. «Жердау-Минас» (Белу-Оризонти) |
| 5—6. «Спорт Сентер 1» (Ханой)       |

### Призёры
«Эджзаджибаши» (Стамбул): Туна-Айбюке Озель, Симге-Шебнем Акёз, Тияна Бошкович, Бейза Арыджи, Ханде Баладын, Алекса Грэй, Япрак Эркек, Наз Айдемир-Акйол, Элиф Шахин, Йована Стеванович, Ирина Воронкова, Дефне Башйолджу, Мартина Чирняньская, Шинед Джек. Главный тренер — Ферхат Акбаш.
  «Вакыфбанк» (Стамбул): Александра Франтти, Джансу Озбай, Айча Айкач, Чиака Огбогу, Габриэла Брага Гимарайнс (Габи), Идиль Башджан, Бьянка Буша, Зейнеп Демирель, Алексия Кэруцашу, Айлин Сарыоглу-Аджар, Зехра Гюнеш, Сара ван Ален, Бахар Акбай, Джордан Томпсон. Главный тренер — Джованни Гуидетти.
  «Тяньцзинь Бохай Бэнк» (Тяньцзинь): Ли Инъин, Чжан Шици, Лю Мэйцзюнь, Мелисса Варгас Абреу, Ян И, Юань Синьюэ, Лю Ливэнь, Чэнь Боя, Мэн Доу, Мэн Цзисюань, Ван Юаньюань, Яо Ди, Ван Ичжу. Главный тренер — Ван Баоцуань.

### Индивидуальные призы
| - MVP Тияна Бошкович («Эджзаджибаши») - Лучшая связующая Элиф Шахин («Эджзаджибаши») - Лучшие центральные блокирующие Зехра Гюнеш («Вакыфбанк») Йована Стеванович («Эджзаджибаши») | - Лучшая диагональная нападающая Тияна Бошкович («Эджзаджибаши») - Лучшие нападающие-доигровщики Габриэла Гимарайнс («Вакыфбанк») Ли Инъин («Тяньцзинь Бохай Бэнк») - Лучшая либеро Айча Айкач («Вакыфбанк») |